# Olaf Baltzarsen
Olaf Urvald Baltzarsen (14. december 1915 i Vejle-26. december 1989 i København) var en dansk fodboldspiller. 
I sin klubkarriere spillede Baltzarsen som højre wing i B.93 og var med til at vinde DM 1942. I DM-finalen mod AB indtog han en hovedrolle. Efter 0-0 ved pausen scorede han til 1-0 og 2-1.
I perioden 1940-1943 spillede han 30 kampe for klubben og scorede 8 mål. 